# La Macanita
La Macanita nom artístic de Tomasa Guerrero Carrasco (Jerez de la Frontera, Andalusia, 13 de setembre de 1968) és una cantaora de flamenc espanyola.

## Biografia[1][2][3]
Coneguda així pel sobrenom del seu pare, el tocador de palmes i acompanyant El Macano, aquesta cantaora de Jerez és considerada com una de les màximes figures del Flamenc actual. Amb només quatre anys apareix en la sèrie televisiva Rito y geografía del cante cantant i ballant. Des de llavors recorre els tablaos més prestigiosos d'Espanya i participa en festivals internacionals.
Lligada a figures com Manuel Morao i Manolo Sanlúcar, destaca en els seus inicis per bulerías, seguiriyas i nadalas com el que interpreta en la pel·lícula Flamenco, de Carlos Saura.
Les seves primeres actuacions van ser en Jerez de la Frontera, en el cor infantil Espanya-Jerez que dirigia el guitarrista Manuel Morao que organitzava els Jueves Flamencos al costat de Manuel Carpio i Manolito Parrilla (net), per a formar seguidament parteix del Cor de Nadales de la Cátedra de Flamencología de Jerez. Gràcies a la Caixa d'Estalvis de Jerez va gravar diversos discos, alguns com a solista.
El 1983, als 14 anys, realitza el seu primer recital, juntament amb el guitarrista Ramón Trujillo, a l'Hotel Jerez.
El 1985, als 16 anys, actua en els tablaos de Madrid Els Canasteros i Zambra, juntament amb Ramírez, El Torta, El Capullo i el Moraíto Chico.
El 1987, el cor infantil en el qual participava passa a denominar-se Cor de Nadales de la Caixa d'Estalvis de Jerez.
El 1988, qui va ser el seu gran promotor, el guitarrista, Manuel Morao, la incorpora en la companyia Manuel Morao y los Gitanos de Jerez, participant en el muntatge flamenc Esta Forma de Vivir i Manolo Sanlúcar la incorpora en l'enregistrament del disc Tauromagia, considerat per alguns teòrics del Flamenc com "el millor disc de guitarra flamenca que mai s'hagi enregistrat".
El 1989 enregistra el seu primer disc A la Luna Nueva amb la discogràfica Twin Records (ja desapareguda).

## Actuacions i concerts més significatius

### A Espanya
- El 1992, durant l'Exposició Universal de Sevilla de 1992, actua en l'espectacle Arco de Santiago, que es representa durant gairebé tota l'EXPO'92 en el pavelló d'Andalusia. Per aquest treball obté el premi Demófilo d'Art Flamenc.
- El 1994:
  - Actua en la VIII Bienal de Arte Flamenco de Sevilla, fa el paper de La Niña de los Peines a 100 Años de Cante.
  - Al costat de Moraíto Chico actua en l'espectacle Lo que es Jerez
  - Canta en la pel·lícula Flamenco dirigida per Carlos Saura
- El 30 de gener de 1997, José Luis Ortiz Nuevo la invita a cantar a l'espectacle Enrique Morente y Los Jóvenes Flamencos al Teatre de la Maestranza de Sevilla.[4]

- El 12 d'agost de 1997, encapçala el cartell del XXXVII Festival Nacional del Cante de las Minas en La Unión, que segons deia el crític d'El País, Ángel Álvarez Caballero,[5] La Macanita té una veu tan Flamenca que el seu ressò emociona.

- El 6 de juny del 2000, actua en el recent inaugurat Auditori de Barcelona junt a Manuela Carrasco.[6]

- El 20 de setembre de 2000 actua al concert Bajandí amb Tomatito en la XI Bienal de Arte Flamenco de Sevilla, junt amb Moraíto Chico, Luis El Zambo, Carles Benavent, Juana Amaya, Joselito Fernández i Bernardo Parrilla.[7]

- El 2 de juliol de 2001 actua al Festival Flamenc de Nou Barris de Barcelona junt amb Juana la del Pipa i Dolores Agujetas presentant Mujerez[8]

- El 20 de maig de 2009 actua en el CCCB dins del Festival Flamenc de Ciutat Vella de Barcelona[9]

### Fora d'Espanya
- El divendres[Cal aclariment El dia no correspon a la data]
 6 d'agost de 1996, durant el prestigiós Festival La Batie de Géneve, és aclamada per un públic d'elit en el Theatre Alhambra al costat de Moraito Chico i Terremoto fill en Al Son de Jerez[10]

- En el 2000
  - Al maig celebra un concert en el Queen Elizabeth Hall de Londres en el cicle The Flamenc Art.
    - L'11 de maig del 2000, s'emet el concert per la WDR3 (Westdeutscher Rundfunk - Radio Estatal d'Alemanya), pel programa Matinée der Liedersanger[11]

  - Actua en el Festival de Stimmen 2000, a Lörrach (Alemanya).[12]

- El 2 d'abril del 2001 actua a l'Institut du Monde Arabe à París a Equinoxe amb l'espectacle Andalousies : le flamenco de Séville à Jerez, amb Andrés Marín i Javier Puga (musicòleg i director du festival de flamenc de Mont-de-Marsan).[13]
- L'11 de juny de 2004 actua en el Jazz Clubbin de París dins del Festival Sons d'hiver i el seu concert és enregistrat i emès pel canal Mezzo de Televisió.[14]
- El cinc de juliol de 2012 participa en el Festival Flamenc de Mont-de-Marsan a França, junt amb Jesus Mendez i Santiago a la Plazuela.[15]
- El 7 de juny de 2013 participa en la inauguració de la 19a edició del Festival de Fès des Musiques Sacrées du Monde, amb un espectacle únic de creació L'Amor és la meva Religió, dirigit per Andrés Marín amb la col·laboració de Abdallah Ouazzani (coordinació musical) i les grans artistes: Carmen Linares, Françoise Atlan, Chérifa, Bahaâ Ronda, Marouanne Hajji, l'orquestra El Quad i una trentena de músics del món àrab andalusí, sufí, amazigh i del Flamenc[16][17]

## Discografia
- A la luna nueva (1989) (Ediciones Musicales Twins Records)
- Con el alma (1992) enregistrat per a Editions Audivis Ethnic, per a la col·lecció Flamenco Vivo
- Jerez. Xères. Sherry (1998) (Editorial Nuevos Medios S.A). Produït pel sevillà Ricardo Pachón, compta amb la col·laboració de Moraíto Chico i el seu fill Diego, Diego Carrasco, els percussionistes Manuel Soler i Juan Ruiz i el pianista cubà Rafael Garcés.
- La luna de Tomasa (2002) (Flamenco&Duende, Ediciones Senador)[18]
- Sólo por eso (2009) (Editorial Nuevos Medios S.A)[19]

## Filmografia
- Mil y una Lolas[20] (2005)
- El Séptimo de Caballería[21] (1998-1999)
- Flamenco[22] dirigida per Carlos Saura (1995)

## Premis i reconeixements
- Premi Demófilo al Arte Flamenco[23]
- Premi Flamenco Hoy atorgat al Millor disc de cante de l'any 2009 per Mujerez a Tomasa "La Macanita", Juana la del Pipa i Dolores Agujetas[24]
- Premi de la Crítica Nacional de Flamenco Hoy 2010 a la millor producció discogràfica per Sólo por eso de "La Macanita"[25]
- XVI Distinció de la Peña Flamenca Chaquetón[26]